# Konstantin Swieczkar
Konstantin Giennadjewicz Swieczkar (ros. Константин Геннадьевич Свечкарь; ur. 17 lipca 1984) – rosyjski lekkoatleta, sprinter.

## Osiągnięcia
- brązowy medal mistrzostw Europy juniorów (sztafeta 4 x 400 m, Tampere 2003)[1]
- brązowy medal Uniwersjady (sztafeta 4 x 400 m, Izmir 2005)
- brąz halowych mistrzostw świata (sztafeta 4 x 400 m, Moskwa 2006)
- 3. miejsce na drużynowych mistrzostwach Europy (sztafeta 4 x 400 m, Leiria 2009)
- 4. lokata podczas mistrzostw świata (sztafeta 4 x 400 m, Daegu 2011)
- srebrny medal halowych mistrzostw Europy (sztafeta 4 x 400 m, Göteborg 2013)
- medalista mistrzostw Rosji

## Rekordy życiowe
- bieg na 400 metrów – 45,89 (2011)
- bieg na 300 metrów (hala) – 33,43 (2009)
- bieg na 400 metrów (hala) – 46,60 (2006)